# Comunitat de municipis Rance - Frémur
La Comunitat de municipis Rance - Frémur (en bretó Kumuniezh kumunioù ar Renk hag ar Froudveur) és una estructura intercomunal francesa, situada al departament de les Costes d'Armor a la regió Bretanya, al País de Dinan. Té una extensió de 51,1 kilòmetres quadrats i una població de 8.238 habitants (2009).

## Composició
Agrupa 4 comunes :
1. Langrolay-sur-Rance
2. Pleslin-Trigavou
3. Plouër-sur-Rance
4. Tréméreuc